# Калдас (Бразилия)
Калдас (порт. Caldas) — муниципалитет в Бразилии, входит в штат Минас-Жерайс. Составная часть мезорегиона Юг и юго-запад штата Минас-Жерайс. Входит в экономико-статистический микрорегион Посус-ди-Калдас. Население составляет 13 901 человек на 2007 год. Занимает площадь 713,634 км². Плотность населения — 18,3 чел./км².
Праздник города — 27 марта.

## История
Город основан 27 марта 1813 года. 

## Статистика
- Валовой внутренний продукт на 2005 год составляет 90 967 000,00 реалов (данные: Бразильский институт географии и статистики).
- Валовой внутренний продукт на душу населения на 2005 год составляет 6991,00 реалов (данные: Бразильский институт географии и статистики).
- Индекс развития человеческого потенциала на 2000 год составляет 0,782 (данные: Программа развития ООН).